# Felicia Hemans

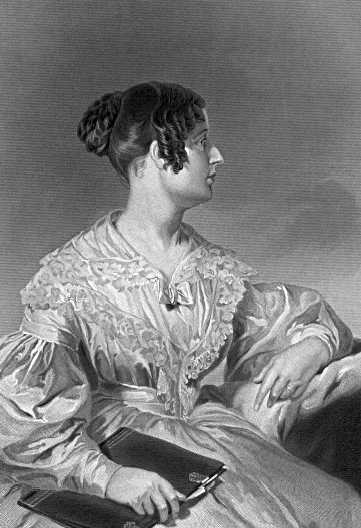
Felicia Hemans

Felicia Dorothea Hemans ['hemənz] (* 25. September 1793 in Liverpool; † 16. Mai 1835 in Dublin) war eine britische Dichterin. Ihr berühmtestes Gedicht ist „Casabianca“, das den Tod von Luc-Julien-Joseph Casabianca und seines 12-jährigen Sohnes in der Seeschlacht bei Abukir schildert.

## Leben und Schaffen
Felicia Hemans wurde als Felicia Dorothea Browne in Liverpool geboren. Aufgrund der geschäftlichen Aktivitäten ihres Vaters zog ihre Familie sehr bald nach Wales um, wo sie aufwuchs. Sie selbst hat sich stets als Waliserin begriffen.
Ihre ersten Gedichte wurden 1808 in Liverpool veröffentlicht, als sie gerade erst 15 Jahre alt war. Sie waren dem damaligen Prince of Wales gewidmet und erregten großes Interesse. Shelley korrespondierte aufgrund dieser Gedichte einige Zeit mit ihr. Ihr nächster Gedichtband trug den Titel The domestic affections und wurde 1812 veröffentlicht. Im selben Jahr heiratete sie Captain Alfred Hemans, einen irischen Armeeoffizier, der einige Jahre älter war als sie. Gemeinsam mit ihm lebte sie in Daventry in Northamptonshire. 
Während ihrer ersten sechs Ehejahre wurde Felicia Hemans Mutter von fünf Söhnen. 1819 trennte sie sich von ihrem Ehemann. Auch während ihrer Ehe hatte sie weiterhin ihre literarische Karriere verfolgt und mehrere Gedichtbände veröffentlicht. 
Während ihr Ehemann nach Italien ging, zog Felicia Hemans nach Wales, um in St. Asaph in ihrem Geburtshaus zu leben. Thema ihrer Gedichte waren Persönlichkeiten des englischen Königshauses. Sie widmete beispielsweise eine Elegie der Prinzessin Charlotte, der Tochter von Georg IV., die im Kindbett gestorben war. Zahlreiche Gedichte erinnerten an Georg III. 
Mit einem ihrer Gedichte hatte sie bereits 1819 einen schottischen Literaturwettbewerb gewonnen, der ihr Wertschätzung beim schottischen Publikums einbrachte. Ihr Theaterstück The Vespers of Palermo wurde 1823 wenig erfolgreich am Londoner Covent Garden aufgeführt. Mehr Erfolg hatte sie dagegen 1824 mit demselben Stück in Edinburgh, wo es auch aufgrund der Initiative von Sir Walter Scott aufgeführt wurde. Scott, einer der schottischen Nationaldichter, wurde zu einem ihrer engen Freunde und Unterstützer. Sie begann außerdem für die Edinburgh Review zu schreiben. 
Welsh Melodies ist ein Gedichtband, der auch eine Reihe von Übersetzungen walisischer Gedichte enthält und zeigt, dass Felicia Hemans walisisch beherrschte. Die Gedichte waren eigentlich als Liedtexte gedacht und haben historische Ereignisse sowie Sagen zum Inhalt. Die darin enthaltene Ballade „The Meeting of the Bards“ war für das Londoner Eisteddfod im Jahre 1822 geschrieben und wurde dort ebenso wie einige ihrer anderen Gedichte aufgeführt. 1827 zog sie aus Wales fort, lebte zuerst in einem Vorort von Liverpool und später im Lake District, wo sie im Hause von William Wordsworth wohnte.   
Ab 1831 lebte sie in Dublin. Sie war zu dieser Zeit eine bekannte Figur der britischen Literaturszene, hatte eine große Anhängerschaft auch in Nordamerika und wurde von Autoren wie Wordsworth und Scott sehr geschätzt. Zu ihrer Leserschaft gehörten insbesondere Frauen. Als sie 1835 starb, erinnerten sowohl Wordsworth als auch Walter Savage Landor an die Autorin.

## Würdigung
Felicia Hemans Werke sind von einer gewissen Sentimentalität und viktorianischem Chauvinismus geprägt. Sie zeigen jedoch auch eine unleugbare Originalität, in dem sich ihre für die damalige Zeit ungewöhnliche Unabhängigkeit widerspiegelt. Zu ihren Arbeiten gehört auch The Records of Woman, das 1828 erschien und in dem sie die Schicksale sowohl berühmter wie auch unbekannter Frauen beschrieb. Ihre Gedichte blieben für über ein Jahrhundert sehr populär. Ihr bekanntestes Gedicht, das lange Zeit in Großbritannien und in den USA zum Schulstoff gehörte, ist „Casabianca“. Zum US-amerikanischen Schulcurriculum gehörte bis in die 1950er Jahre auch noch ihr Gedicht „The Landing of the Pilgrim Fathers in New England“: 
The breaking waves dashed high
On a stern and rock-bound coast...
Obwohl sie zu ihren Lebzeiten von vielen auch heute noch bekannten Dichtern und Autoren wertgeschätzt wurde, hat ihre Anerkennung als ernstzunehmende Dichterin immer mehr abgenommen. Bereits der britische Satiriker Saki, der vor allem das edwardianische Großbritannien karikierte, machte in einigen seiner Kurzgeschichten deutlich, dass sie mit ihren Arbeiten zum Standardrepertoire englischer Gedichte gehöre, er sie jedoch nicht mehr ernst nehmen konnte. Die Sentimentalität ihrer Gedichte reizte zur Parodie und so ist ihr einstmals berühmtes Gedicht „The Stately Homes of England“ heute nur noch in der satirischen Fassung von Noël Coward einer breiteren Leserschaft bekannt.